# Menominee (Michigan)
Menominee ist eine Stadt (mit dem Status „City“) und Verwaltungssitz des Menominee County im US-amerikanischen Bundesstaat Michigan. Das U.S. Census Bureau hat bei der Volkszählung 2020 eine Einwohnerzahl von 8.488 ermittelt.

## Geographie
Menominee liegt auf der Oberen Halbinsel Michigans, am Nordufer der Mündung des Menominee River in die Green Bay des Michigansees. Am gegenüberliegenden Flussufer liegt die Stadt Marinette in Wisconsin.
Die geographischen Koordinaten von Menominee sind 45°06′28″ nördlicher Breite und 87°36′51″ westlicher Länge. Das Stadtgebiet erstreckt sich über eine Fläche von 14,19 km², die sich auf 13,34 km² Land- und 0,85 km² Wasserfläche verteilen.
Die nächstgelegenen größeren Städte sind Iron Mountain (112 km nordnordwestlich), Marquette (194 km nördlich), Sault Ste. Marie und die gleichnamige Nachbarstadt in der kanadischen Provinz Ontario (366 km nordöstlich), Green Bay in Wisconsin (89,3 km südwestlich), Appleton in Wisconsin (134 km in der gleichen Richtung) sowie Wausau in Wisconsin (187 km westlich).

## Verkehr

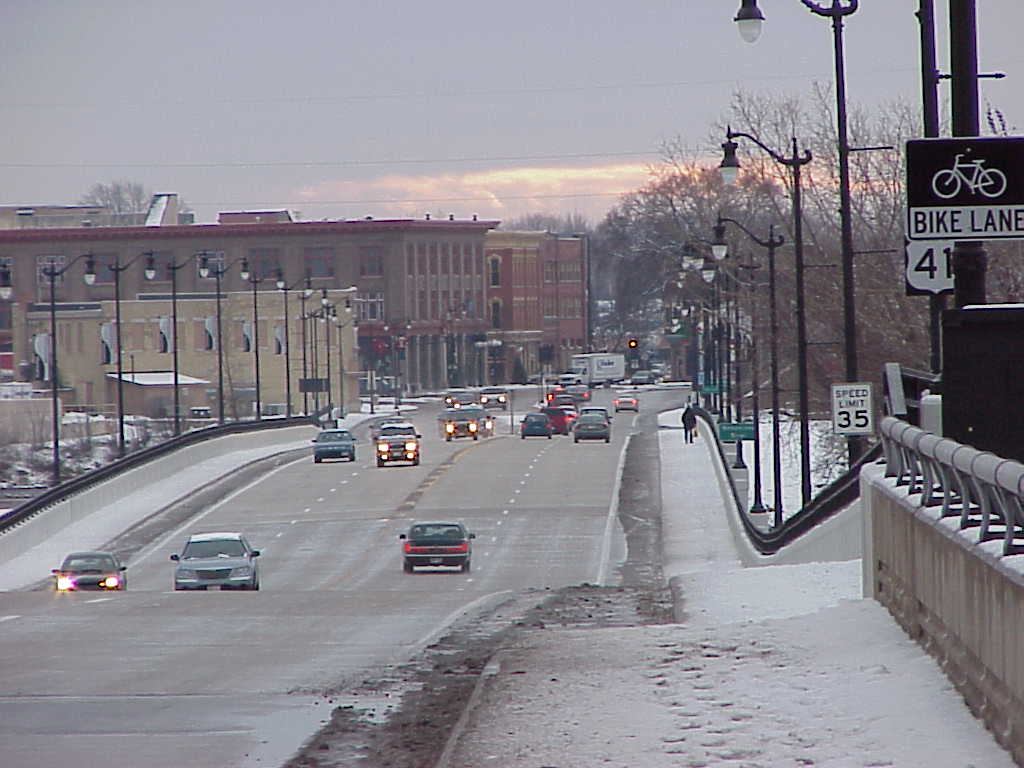
Brücke des US 41 zwischen Menominee und Marinette über den Menominee River

Der U.S. Highway 41 führt in Nord-Süd-Richtung durch das Stadtgebiet von Menominee und verlässt die Stadt über eine Brücke in Richtung Marinette. Der Michigan State Highway 35 erreicht mit der Einmündung in den US 41 seinen südlichen Endpunkt. Alle weiteren Straßen sind untergeordnete Landstraßen, teils unbefestigte Fahrwege sowie innerörtliche Verbindungsstraßen.
Für den Frachtverkehr ist die Stadt an das Streckennetz der Canadian National Railway angebunden.

Mit dem Menominee-Marinette Twin County Airport befindet sich an der nordwestlichen Stadtgrenze ein kleiner Flugplatz, an dem bis 2022 der Hubschrauberhersteller Enstrom ansässig war. Die nächsten Verkehrsflughäfen sind der Austin Straubel International Airport in Green Bay (94,4 km südwestlich) und der Sawyer International Airport bei Marquette in Michigan (182 km nördlich).

## Bevölkerung
Nach der Volkszählung im Jahr 2010 lebten in Menominee 8599 Menschen in 3987 Haushalten. Die Bevölkerungsdichte betrug 644,6 Einwohner pro Quadratkilometer. In den 3987 Haushalten lebten statistisch je 2,13 Personen.
Ethnisch betrachtet setzte sich die Bevölkerung zusammen aus 96,7 Prozent Weißen, 0,4 Prozent Afroamerikanern, 0,9 Prozent amerikanischen Ureinwohnern, 0,5 Prozent Asiaten sowie 0,2 Prozent aus anderen ethnischen Gruppen; 1,2 Prozent stammten von zwei oder mehr Ethnien ab. Unabhängig von der ethnischen Zugehörigkeit waren 1,4 Prozent der Bevölkerung spanischer oder lateinamerikanischer Abstammung.
21,8 Prozent der Bevölkerung waren unter 18 Jahre alt, 59,9 Prozent waren zwischen 18 und 64 und 18,3 Prozent waren 65 Jahre oder älter. 51,3 Prozent der Bevölkerung waren weiblich.
Das mittlere jährliche Einkommen eines Haushalts lag bei 35.646 USD. Das Pro-Kopf-Einkommen betrug 19.872 USD. 21,3 Prozent der Einwohner lebten unterhalb der Armutsgrenze.

## Persönlichkeiten

### Söhne und Töchter der Stadt
- John McLean (1878–1955), Leichtathlet
- Mitchell Leisen (1898–1972), Regisseur, Produzent und Kostümdesigner
- Einar B. Gjelsteen (1900–1985), Offizier der US-Army

### Bekannte Bewohner
- Marshall Burns Lloyd (1858–1927) – Erfinder und Unternehmer – lebte jahrelang in Menominee und ist hier beigesetzt
- Samuel M. Stephenson (1831–1907) – republikanischer Abgeordneter des US-Repräsentantenhauses (1889–1897) – lebte jahrelang in Menominee und ist hier beigesetzt